# G.I. Wanna Home
G.I. Wanna Home (br.: Quem casa quer casa) é um filme curta-metragem estadunidense de 1946, dirigido por Jules White. É o 94º de um total de 190 filmes da série com os Três Patetas produzida pela Columbia Pictures entre 1934 e 1959.

## Enredo
Quando a Segunda Guerra Mundial termina, os Três Patetas deixam o serviço militar e retornam para suas noivas (interpretadas por Judy Malcolm, Ethelreda Leopold e Doris Houck) mas as encontram chorando devido a terem sido despejadas e suas mobílias jogadas na rua. Os Patetas falham em encontrar nova moradia então levam as mobílias para um terreno baldio, onde preparam uma habitação ao ar livre. Quando se preparavam para comer uma ave que acidentalmente mataram com um tiro de espingarda, um fazendeiro chega com um trator e derruba as "paredes" da habitação.
Enfim os Patetas entram em um apartamento minúsculo, onde novas trapalhadas se sucedem devido ao aperto que se encontram.

## Citação
(em tradução livre)
- Proprietário: "Eu já falei cinco vezes antes que não tenho nada para alugar!" (olhando para Curly) "E não são aceitos cães"

Curly rosna raivosamente